# Festival Eurovisão da Canção Júnior 2022
O Festival Eurovisão da Canção Júnior 2022 foi a 20ª edição do Festival Eurovisão da Canção Júnior, organizado pela ARMTV e pela União Europeia de Radiodifusão. O concurso foi realizado na Armênia, após a vitória do país na competição de 2021 com a música "Qami Qami" de Maléna. Esta foi a segunda vez que a Armênia hospedou o Festival Eurovisão da Canção Júnior, sendo a primeira em 2011.

## Localização

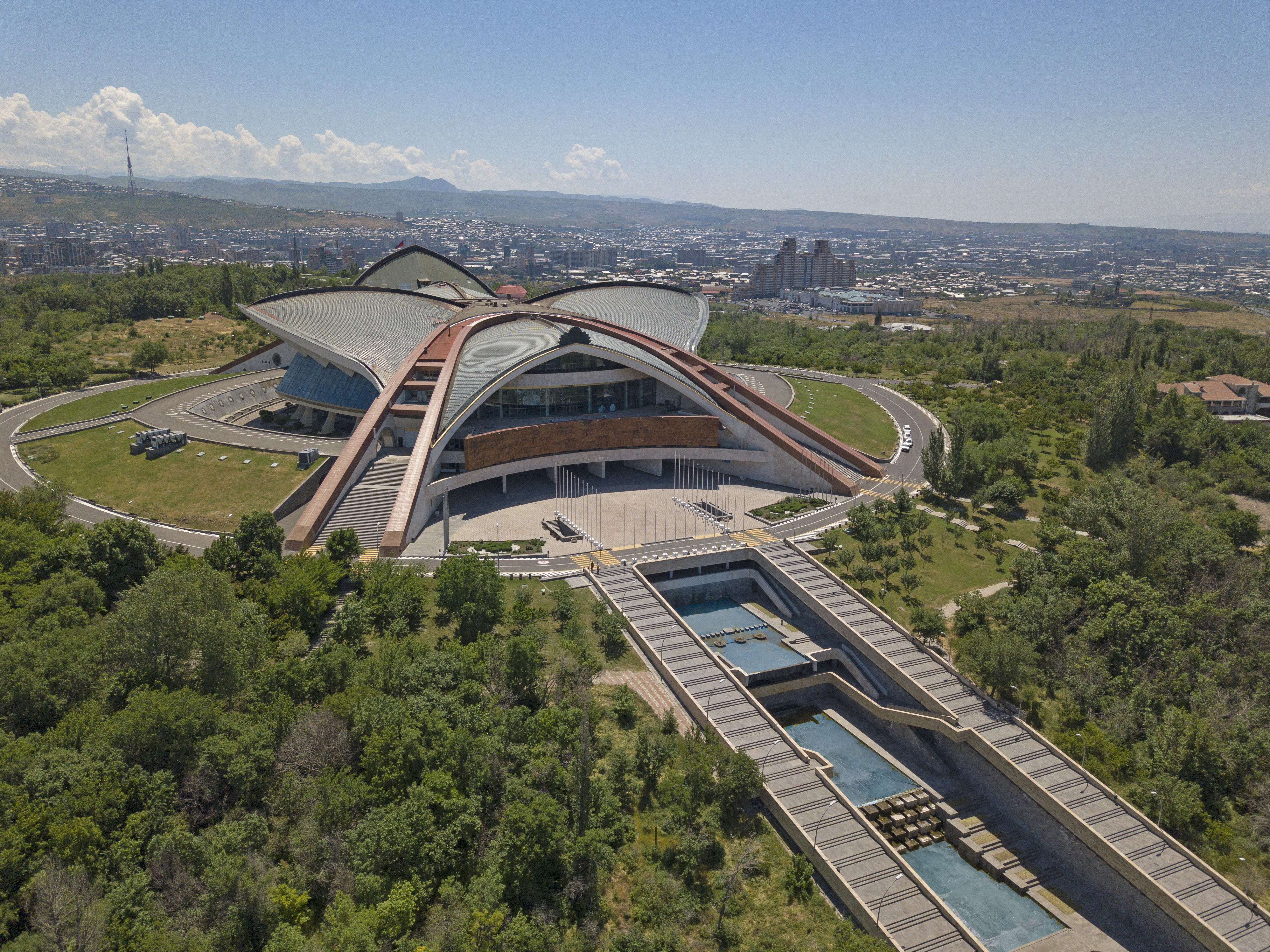
Arena Demirchyan, local da Eurovisão Júnior

O concurso ocorreu no Complexo de Esportes e Concertos Karen Demirchyan em Yerevan, capital e maior cidade da Armênia, a 11 de dezembro de 2022. O local já sediou em 2011.

### Fase de licitação e seleção da cidade-sede
Originalmente, ao contrário de sua versão adulta, o país vencedor não recebeu os direitos automáticos para sediar o próximo concurso. Apesar disso, desde 2019, o vencedor da edição anterior é anfitrião da próxima.
Em 21 de dezembro de 2021, foi confirmado pela EBU que a Armênia, tendo vencido o concurso de 2021 dois dias antes, sediaria o concurso de 2022.
Em 17 de fevereiro de 2022, durante uma reunião de gabinete do governo armênio, o primeiro-ministro Nikol Pashinyan anunciou que o concurso ocorreria no Complexo Karen Demirchyan. Pashinyan também mencionou que o governo havia alocado fundos para o local para se preparar para o evento. Já havia sido noticiado no início daquela semana que Yerevan seria a cidade anfitriã. Em 6 de abril de 2022, a EBU confirmou oficialmente que o concurso seria realizado em Yerevan e o Complexo Karen Demirchyan seria o local. Será a terceira vez consecutiva que o concurso será realizado em uma capital.

## Formato

### Identidade visual
A arte do tema e o slogan do concurso, "Spin the Magic", foram revelados em 26 de setembro de 2022. A obra de arte apresenta um pião de estilo armênio como motivo principal.
A ARMTV esclareceu que a revelação da arte do tema foi adiada devido à situação na fronteira entre a Armênia e o Azerbaijão. Em comunicado de imprensa, a ARMTV afirmou que "os preparativos para o concurso estão em curso e, de acordo com o calendário, já não foi possível alterar os prazos", manifestando a esperança de que o concurso seja realizado em condições pacíficas.

### Postais
Os participantes foram apresentados em introduções de vídeo "cartão-postal", ambientadas em diferentes locais da Armênia. Cada um começou com um pequeno clipe do próximo artista usando o pião de estilo armênio em uma peça específica da estrutura. Em seguida, um feixe de luz nas cores da bandeira do próximo país emanou da estrutura e viajou para o Complexo Esportivo e de Concertos Karen Demirchyan, sinalizando o início da próxima apresentação.
- Países Baixos – Catedral de Zvartnots
- Polónia – Yerevan 2800th Anniversary Park
- Cazaquistão – Republic Square
- Malta – Republic Square metro station
- Itália – Templo de Garni
- França – Mãe Armenia
- Albânia – Uma das mais velhas casas perto da Rua Hanrapetutyan, Yerevan
- Geórgia – Monumento do 50º Aniversário do Soviet Armenia
- Irlanda – Uma fonte no Republic Square
- Macedónia do Norte – O Matenadaran
- Espanha – Centro Cafesjian para as Artes
- Reino Unido – Monumento para David de Sassoun
- Portugal – Casa de Ópera de Yerevan
- Sérvia – Uma fonte dentro do Yerevan 2800th Anniversary Park
- Arménia – Mosteiro de Guelarde
- Ucrânia – Jardim Botânico de Yerevan

## Lista de países participantes
Em 26 de fevereiro de 2021, 16 países confirmaram sua intenção de participar da edição de 2022. Após um hiato de 16 anos, o Reino Unido regressou ao concurso, com a British Broadcasting Corporation (BBC) substituindo a ITV, que anteriormente organizou a participação do país no concurso entre 2003 e 2005. Azerbaijão, Bulgária, Alemanha e Rússia não participaram nesta edição, tendo participado pela última vez em 2021.
| #  | País               | Artista                  | Canção                                      | Língua            | Lugar | Pontos |
| -- | ------------------ | ------------------------ | ------------------------------------------- | ----------------- | ----- | ------ |
| 1  | Países Baixos      | Luna                     | "La Festa"                                  | Holandês, Inglês  | 7°    | 128    |
| 2  | Polónia            | Laura                    | "To The Moon"                               | Polaco, Inglês    | 10°   | 95     |
| 3  | Cazaquistão        | David Charlin            | "Jer-Ana (Mother Earth)" (Жер-Ана)          | Cazaque, Inglês   | 15°   | 47     |
| 4  | Malta              | Gaia Gambuzza            | "Diamonds in the Skies"                     | Inglês            | 16°   | 43     |
| 5  | Itália             | Chanel Dilecta           | "Bla Bla Bla"                               | Italiano, Inglês  | 11°   | 95     |
| 6  | França             | Lissandro                | "Oh maman!"                                 | Francês           | 1°    | 203    |
| 7  | Albânia            | Kejtlin Gjata            | "Pakëz diell (A Bit of Sunlight)"           | Albanês           | 12°   | 94     |
| 8  | Geórgia            | Mariam Bigvava           | "I Believe"                                 | Georgiano, Inglês | 3°    | 161    |
| 9  | Irlanda            | Sophie Lennon            | "Solas"                                     | Irlandês          | 4°    | 150    |
| 10 | Macedónia do Norte | Lara feat. Jovan & Irina | "Životot e pred mene" (Животот е пред мене) | Macedónio, Inglês | 14°   | 54     |
| 11 | Espanha            | Carlos Higes             | "Señorita"                                  | Espanhol          | 6°    | 137    |
| 12 | Reino Unido        | Freya Skye               | "Lose My Head"                              | Inglês            | 5°    | 146    |
| 13 | Portugal           | Nicolas Alves            | "Anos 70"                                   | Português         | 8°    | 121    |
| 14 | Sérvia             | Katarina Savić           | "Svet bez Granica" (Свет без Граница)       | Sérvio            | 13°   | 92     |
| 15 | Arménia            | Nare                     | "DANCE!"                                    | Arménio, Inglês   | 2°    | 180    |
| 16 | Ucrânia            | Zlata Dzyunka            | “Nezlamna (Unbreakable)” (Незламна)         | Ucrâniano, Inglês | 9°    | 111    |

## Outros países
Para um país ser elegível para uma potencial participação no Junior Eurovision Song Contest, ele precisa ser um membro ativo do EBU.

### Membros ativos da EBU
- Azerbaijão – Em janeiro de 2022, Eldar Rasulov, membro da delegação do Azerbaijão, disse que o país deveria participar independentemente do local onde o concurso se realizasse em resposta aos rumores de que iria retirar-se devido à próxima competição realizada na Arménia. No entanto, a emissora do país confirmou a sua não participação no concurso de 2022.[34]
- Bélgica – Em maio de 2022, a emissora belga VRT anunciou que não voltaria ao concurso, uma vez que o canal infantil Ketnet está mais focado nas competições locais. No entanto, a emissora de língua francesa RTBF não comentou a participação. A Bélgica participou pela última vez em 2012, quando a VRT foi responsável pela participação.[35]
- Estónia – Em maio de 2022, a emissora estónia ERR anunciou que a Estónia não se iria estrear no concurso de 2022 devido a limitações financeiras, mas não fechou a porta a futuras participações.[36]
- Finlândia – Em maio de 2022, a emissora finlandesa Yle anunciou que a Finlândia não se iria estrear no concurso de 2022 porque "não quer criar novas estrelas infantis ou sentir-se confortável com crianças que competem neste tipo de espetáculos".[37]
- Israel – Em junho de 2022, a emissora israelita KAN confirmou que não participaria em 2022 devido ao foco dos seus esforços no Festival Eurovisão da Canção. Israel participou pela última vez em 2018.[38]
- Montenegro – Em maio de 2022, a emissora montenegrina RTCG anunciou que Montenegro não regressaria ao concurso em 2022, por falta de fundos e foco na versão adulta do concurso. Montenegro participou pela última vez em 2015.[39]
- Eslovénia – Apesar de inicialmente terem afirmado que estavam a ponderar um regresso, em maio de 2022, a RTVSLO, a emissora eslovena, confirmou que não regressará ao Festival Eurovisão da Canção Júnior este ano porque o programa não está previsto no seu "Plano de Produção de Programas" para 2022. A Eslovénia participou pela última vez em 2015.[40][41]
- Suíça – Em maio de 2022, a emissora suíça de língua alemã SRF confirmou sua não participação.[42] Em junho de 2022, a emissora de língua italiana RSI declarou que também não participaria do concurso.[43] No entanto, a emissora de língua francesa RTS ainda não comentou a participação. A Suíça participou pela última vez em 2004 com o RSI.

As emissoras dos seguintes países confirmaram sua não participação sem fornecer mais informações:
- Áustria – ORF[44]
- Chéquia –  ČT[45]
- Dinamarca – DR[46]
- Grécia – ERT[47]
- Islândia – RÚV[48]
- Letónia – LTV[49]
- Lituânia – LRT[50]
- Moldávia – TRM[51]
- Noruega – NRK[44][52]
- Roménia – TVR[53]
- San Marino – SMRTV[54]
- Suécia – SVT[55]
- País de Gales – S4C[56]

### Membros associados da EBU
- Austrália – A Australian Broadcasting Corporation confirmou sua não participação em abril de 2022, embora a SBS ainda possa participar da Austrália se convidada pela EBU.[57]

### Não membros da EBU
- Bielorrússia – A emissora bielorrussa BTRC foi expulsa da EBU em 1º de julho, perdendo, portanto, os direitos de transmissão e participação no concurso, a menos que outra emissora bielorrussa ingressasse na EBU.[58] Em agosto de 2021, foi confirmado que a Bielorrússia não poderá participar até 2024.[59]
- Rússia – Apesar de terem confirmado inicialmente a sua participação a 13 de Fevereiro,[60] todos os membros da EBU da Rússia anunciaram sua retirada do UER em 26 de fevereiro de 2022.[61][62] Em 1º de março, outra declaração da EBU anunciou que havia suspendido seus membros russos de suas estruturas de governança.[63] Em 26 de maio, a EBU tornou efetiva a suspensão de seus membros russos, fazendo com que a Rússia perdesse indefinidamente os direitos de transmissão e participação para futuros eventos da Eurovisão.[64][65]

## Transmissões
| País               | Emissora(s)                            | Comentarista(s)                                                         | Ref.   |
| ------------------ | -------------------------------------- | ----------------------------------------------------------------------- | ------ |
| Albânia            | RTSH, RTSH Muzikë, Radio Tirana 1      | Andri Xhahu                                                             |        |
| Armenia            | AMPTV                                  | Hamlet Arakelyan & Hrachuhi Utmazyan                                    | [ 6 ]  |
| Cazaquistão        | Khabar TV                              | N/A                                                                     |        |
| Espanha            | La 1, RTVE Play, TVE Internacional     | Tony Aguilar & Julia Varela                                             |        |
| França             | France Télévisions                     | Stéphane Bern & Carla                                                   |        |
| Geórgia            | GPB                                    | Nikoloz Lobiladze                                                       |        |
| Irlanda            | TG4                                    | Sinéad Ní Uallacháin                                                    |        |
| Italia             | Rai 1                                  | Mario Acampa, Francesca Fialdini, Rosanna Vaudetti & Gigliola Cinquetti | [ 66 ] |
| Macedônia do Norte | MRT 1                                  | N/A                                                                     |        |
| Malta              | TVM                                    | (sem comentário)                                                        |        |
| Países Baixos      | NPO 3                                  | Bart Arens & Matheu Hinzen                                              |        |
| Polónia            | TVP 1, TVP Polonia, TVP ABC            | Aleksander Sikora                                                       |        |
| Portugal           | RTP1, RTP Internacional, Radio ZIG ZAG | Nuno Galopim & Iolanda Ferreira                                         |        |
| Reino Unido        | CBBC, BBC ONE                          | Lauren Layfield & HRVY                                                  |        |
| Sérvia             | RTS 2                                  | Kristina Radenković                                                     |        |
| Ucrânia            | UA:Kultura                             | Timur Miroshnychenko                                                    |        |

| País     | Comentador/es             | TV   | Ref. |
| -------- | ------------------------- | ---- | ---- |
| Alemanha | Constantin Zöller (Consi) | KiKa |      |

### Porta-vozes
Os seguintes porta-vozes anunciaram ao júri os 12 pontos para os seus respectivos países:
1. Países Baixos – Ralf Mackenbach
2. Polónia – Viki Gabor
3. Cazaquistão –  Hallash
4. Malta – Gaia Cauchi
5. Itália – Vincenzo Cantiello
6. França – Valentina
7. Albânia –  Mariam Gvaladze
8. Geórgia – Niko Kajaia
9. Irlanda –  Holly Lennon
10. Macedónia do Norte – Mariam Mamadashvili
11. Espanha – Juan Diego Álvarez
12. Reino Unido – Tabitha
13. Portugal – Emily Alves
14. Sérvia – Petar Aničić
15. Arménia – Maléna
16. Ucrânia – Mykola Oliinyk